# Zamieranie pędów drzew i krzewów iglastych

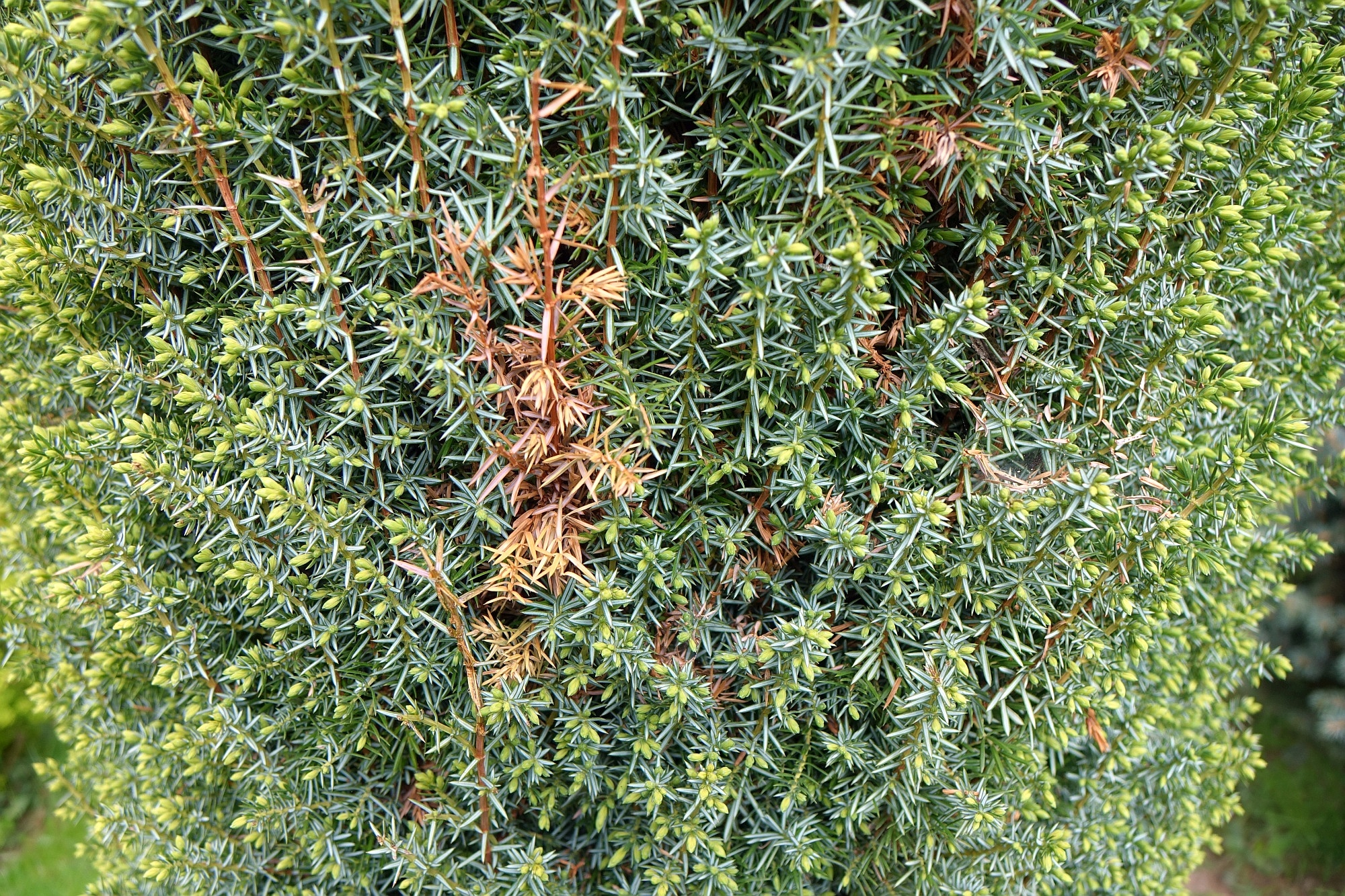
Obumarły pęd jałowca wśród zdrowych

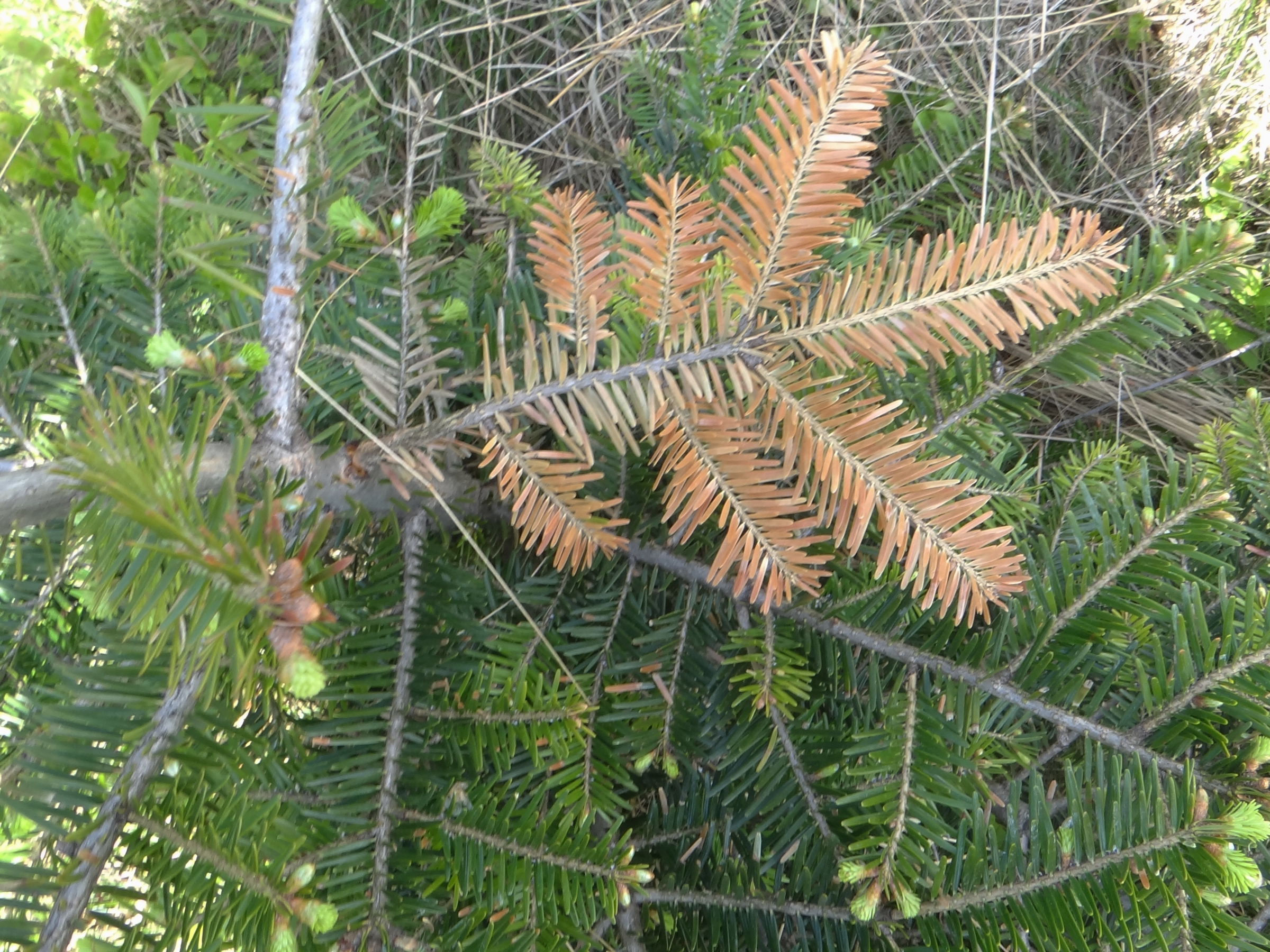
Obumarła gałązka jodły pospolitej

Zamieranie pędów drzew i krzewów iglastych – grupa chorób powodujących obumieranie pojedynczych pędów drzew i krzewów iglastych (drobnych gałązek i całych gałęzi). Objawia się ono ich żółknięciem, brunatnieniem i obumieraniem. Należy je odróżnić od obumierania pojedynczych igieł i obumierania całych drzew i krzewów. 

## Przyczyny
Zamieranie pędów drzew i krzewów iglastych wywołują różne czynniki:
- czynniki fizjologiczne: przemarznięcie lub wysuszenie pędów spowodowane niedoborem wody w glebie, niedobór w glebie niektórych pierwiastków (zwłaszcza magnezu),
- żerowanie niektórych gatunków owadów lub przędziorków,
- grzyby pasożytnicze[1].

## Zamieranie pędów drzew i krzewów iglastych wywołane przez grzyby
Liczne gatunki grzybów wywołują zamieranie pędów drzew i krzewów iglastych. Są to m.in.: Diaporthe juniperivora, Kabatina juniperi, Cenangium ferruginosum, Chrysomyxa abietis, Chrysomyxa ledi, Gremmeniella abietina, Pestalotiopsis funerea, Phomopsis abietina, Phomopsis pseudotsugae, Sirococcus conigenus, Sphaeropsis sapinea, a także liczne gatunki rdzowców.
W ogrodach przydomowych najczęstszą przyczyną zamierania pędów krzewów iglastych są grzyby Diaporthe juniperivora i Kabatina juniperi. Nie ma możliwości chemicznego zwalczania Kabatina juniperi. Można tylko zapobiegać porażeniu roślin tym patogenem chroniąc je przed przez uszkodzeniami mechanicznymi (w tym uszkodzeniami powodowanymi przez owady). Porażone pędy należy usuwać i niszczyć. Można natomiast zapobiec porażeniu przez Diaporthe juniperivora przez profilaktyczne opryskiwanie fungicydami. Wykonuje się je od momentu pojawiania się nowych przyrostów do ich całkowitego zdrewnienia. Zwykle wykonuje się dwa, trzy opryski wiosną w marcu i kwietniu i jeden, dwa opryski jesienią. Odstępy pomiędzy opryskami powinny wynosić 7–14 dni. Stosuje się do tego Topsin, Dithane lub mieszaninę Topsinu z Dithane (0,1% + 0,2%).

## Zamieranie pędów drzew i krzewów iglastych wywołane przez czynniki fizjologiczne
Przesuszenie roślin wywołuje podobne objawy jak patogeny grzybowe, można je jednak odróżnić po tym, że przy przesuszeniu granica między żywymi i obumarłymi częściami pędów jest płynna i nie jest tak ostro odgraniczona, jak powodują to patogeny grzybowe. Przesuszenie drzewa i krzewów iglastych może nastąpić także zimą (tzw. susza fizjologiczna), gdyż nie tracą one liści i następuje w nich fotosynteza i transpiracja. Przesuszone pędy jałowców są łatwo atakowane przez osutkę jałowca.
Podobnie jak zamieranie pędów może wyglądać brązowienie igieł iglaków spowodowane niedoborem magnezu. W tym przypadku stosuje się specjalne nawozy do iglaków ze zwiększoną zawartością tego pierwiastka.

## Zapobieganie zamieraniu pędów drzew i krzewów iglastych
- takie ich nasadzanie, by istniała cyrkulacja powietrza między nimi,
- unikaniu zranień pędów, zwłaszcza wiosną i jesienią,
- odpowiednie nawożenie i unikanie przenawożenia,
- podlewanie wczesnym rankiem, aby w ciągu dnia liście zdążyły obeschnąć,
- ograniczyć podlewanie późnym wieczorem i w nocy,
- wycinanie i niszczenie porażonych pędów (należy to robić podczas suchych letnich dni),
- unikanie zbyt silnego cięcia i strzyżenia,
- sadzenie odmian odpornych
- nawożenie iglaków również jesienią nawozami do iglaków. Wysoka w nich zawartość potasu reguluje ich gospodarkę wodną zapobiegając suszy fizjologicznej[2].